# Geodena dama
Geodena dama är en fjärilsart som beskrevs av Holland 1893. Geodena dama ingår i släktet Geodena och familjen mätare. Inga underarter finns listade i Catalogue of Life.